# Koszary w Żorach

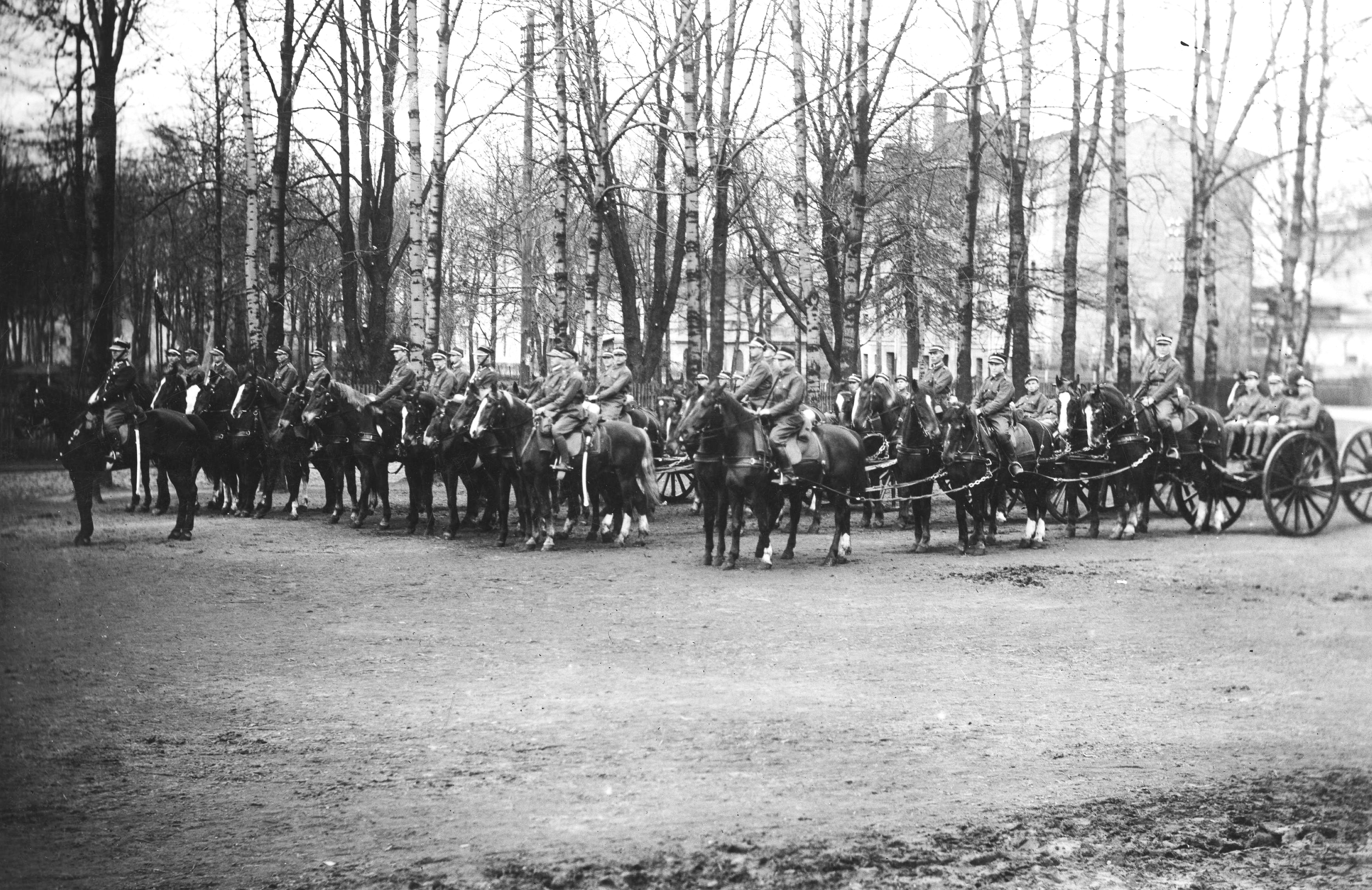
Ćwiczenia artyleryjskie w Żorach; 1931

Koszary w Żorach – kompleks koszarowy znajdujący się na terenie garnizonu Żory.
W drugiej połowie XIX w. koszary zajmowały oddziały pruskiej kawalerii; w okresie II Rzeczypospolitej – krótko szwadrony 2 pułku szwoleżerów, a do 1939 stacjonował w nich batalion detaszowany 23 pułku artylerii lekkiej.

## Charakterystyka
W 1874 w rejonie ulic: Bramkowa – Kościuszki – Ogrodowa Niemcy wybudowali koszary kawaleryjskie. Kwaterujący w nich kawalerzyści pruscy wykorzystywali też wcześniej wybudowane stajnie, krytą ujeżdżalnię i magazyny przy dzisiejszej ul. Męczenników Oświęcimskich 28. W 1894 wojsko niemieckie opuściło Żory, miasto straciło status miasta garnizonowego, a przez następne lata koszary były wykorzystywane do różnych celów przez żorski magistrat. Część dawnych stajni przeznaczono na pomieszczenia żorskiej elektrowni.
Z początkiem lipca 1922, podczas akcji obejmowania Górnego Śląska przez Grupę Operacyjną gen. broni Stanisława Szeptyckiego, do Żor wkroczyły dwa szwadrony 2 pułku Szwoleżerów Rokitniańskich, zajęły dawne koszary i przez pewien czas stacjonowały w nich. Po odejściu szwoleżerów zakwaterował się tu detaszowany II dywizjon 23 pułku artylerii polowej. Żołnierze stacjonowali w koszarach przy ulicy Bramkowej, zaś park artyleryjski i konie znajdowały się w budynkach przy ul. Nehrlicha.
W czasach niemieckiej okupacji budynki koszarowe przy ul. Nehrlicha wykorzystano jako obóz dla wysiedlonych Polaków – Polenlager 95, a w styczniu 1945 nocowała tu część więźniów obozu Auschwitz - Birkenau, pędzonych przez oddziały SS w trakcie „marszu śmierci”.
W marcu 1945 koszary przy ul. Bramkowej zostały zniszczone, a ich ruiny po wojnie rozebrane. Obiekty przy ul. Nehrlicha (Męczenników Oświęcimskich) zostały przekazane władzom cywilnym. Część z nich wykorzystuje miejscowa Gminna Spółdzielnia, a szczyt kompleksu przylegający do ul. Męczenników Oświęcimskich jest siedzibą Banku Spółdzielczego.